# Pseudonautia ochraceipes
Pseudonautia ochraceipes är en insektsart som beskrevs av Marius Descamps 1978. Pseudonautia ochraceipes ingår i släktet Pseudonautia och familjen Romaleidae. Inga underarter finns listade i Catalogue of Life.